# Theodorus Bernardus Kock
Pour les articles homonymes, voir Kock.
Theodorus Bernardus Kock, né le 2 novembre 1737 à Oldenzaal et mort dans la même ville le 1er septembre 1809, est un homme politique néerlandais.

## Biographie
Kock est un négociant de la province d'Overijssel. Sous la République batave, il devient membre de l'assemblée provinciale puis est élu député d'Oldenzaal à la première assemblée nationale batave, entre le 1er mars 1796 et le 1er septembre 1797.